# Ray Heindorf
Ray Heindorf est un compositeur et acteur américain né le 25 août 1908 à Haverstraw, État de New York (États-Unis), décédé le 3 février 1980 à Tarzana (États-Unis).

## Filmographie

### comme compositeur
- 1932 : Crooner
- 1932 : Big City Blues
- 1932 : Nuit d'aventures (Central Park)
- 1933 : Lilly Turner
- 1934 : Desirable
- 1934 : A Lost Lady, d'Alfred E. Green
- 1934 : Gentlemen Are Born
- 1934 : Murder in the Clouds (en) de D. Ross Lederman
- 1935 : L'Intruse (Dangerous)
- 1937 : Hollywood Hotel
- 1938 : Love, Honor and Behave
- 1938 : Quatre au paradis (Four's a Crowd)
- 1938 : Comet Over Broadway
- 1938 : Le Vantard (Boy Meets Girl) de Lloyd Bacon
- 1939 : Hell's Kitchen (en)
- 1939 : Les Fantastiques Années 20 (The Roaring Twenties) de Raoul Walsh
- 1941 : Blues in the Night
- 1942 : La Glorieuse Parade (Yankee Doodle Dandy)
- 1943 : This Is the Army
- 1945 : Le Joyeux Phénomène (Wonder Man)
- 1945 : San Antonio
- 1946 : Nuit et Jour (Night and Day)
- 1948 : April Showers de James V. Kern
- 1948 : Romance à Rio (Romance on the High Seas)
- 1950 : La Femme aux chimères (Young Man with a Horn)
- 1950 : No, No, Nanette de David Butler
- 1950 : Trafic en haute mer (The Breaking Point)
- 1950 : Les Cadets de West Point (The West Point Story)
- 1951 : La Femme de mes rêves (I'll See You in My Dreams), de Michael Curtiz
- 1952 : La Vallée des géants (The Big Trees)
- 1952 : About Face
- 1952 : The Jazz Singer
- 1952 : Le Bal des mauvais garçons (Stop, You're Killing Me) de Roy Del Ruth
- 1954 : L'Homme des plaines (The Boy from Oklahoma)
- 1954 : Lucky Me
- 1954 : Une étoile est née (A Star Is Born)
- 1954 : Un amour pas comme les autres (Young at Heart)
- 1955 : Warner Brothers Presents (série télévisée)
- 1958 : Deux farfelus au régiment (No Time for Sergeants)
- 1958 : Onionhead
- 1958 : Retour avant la nuit (Home Before Dark)
- 1959 : Mission secrète du sous-marin X.16 (Up Periscope)
- 1959 : -30-
- 1959 : The Alaskans (série télévisée)
- 1971 : O'Hara, U.S. Treasury (TV)
- 1972 : Survival of Spaceship Earth

### comme acteur
- 1951 : I'll See You in My Dreams : Orchestra Leader at Kahn Benefit